# Max Leo
Max Leo (1941-2012) fue un deportista alemán que compitió para la RFA en luge. Ganó una medalla de plata en el Campeonato Mundial de Luge de 1962, en la prueba doble.

## Palmarés internacional
| Campeonato Mundial | Campeonato Mundial | Campeonato Mundial | Campeonato Mundial |
| Año                | Lugar              | Medalla            | Prueba             |
| ------------------ | ------------------ | ------------------ | ------------------ |
| 1962               | Krynica (Polonia)  | Medalla de plata   | Doble              |